# Décès en avril 2011
Décès
- 2007
- 2008
- 2009
- 2010
- 2011
- 2012
- 2013
- 2014
- 2015

Pour une information complémentaire, voir la page d'aide.

## Avril 2011
| Date      | Nom                               | Activités                                                                                                   | Âge   | Source |
| --------- | --------------------------------- | --- | ----- | ------ |
| 1er avril | Varkey Vithayathil                | Cardinal indien, archevêque majeur syro-malabar d'Ernakulam-Angamaly.                                       | 83    |        |
| 2 avril   | Alieu Ebrima Cham Joof            | Historien, homme politique, écrivain, syndicaliste, animateur et directeur des programmes de radio gambien. | 86    | (en)   |
| 3 avril   | Joseph Pasteur                    | Journaliste français.                                                                                       | 89    |        |
| 3 avril   | Calvin Russell                    | Guitariste et chanteur américain.                                                                           | 62    |        |
| 3 avril   | Gustavo Sondermann                | Pilote brésilien de stock-car.                                                                              | 29    |        |
| 4 avril   | Scott Columbus                    | Batteur de Manowar (heavy metal).                                                                           | 54    |        |
| 4 avril   | Juliano Mer-Khamis                | Acteur et chanteur israélien.                                                                               | 52    |        |
| 4 avril   | Wayne Robson                      | Acteur canadien.                                                                                            | 64    | (en)   |
| 5 avril   | Baruch Samuel Blumberg            | Scientifique américain (Nobel de physiologie ou médecine 1976).                                             | 85    | (en)   |
| 5 avril   | Ange-Félix Patassé                | Homme politique centrafricain.                                                                              | 74    |        |
| 7 avril   | Edward Edwards                    | Tueur en série américain.                                                                                   | 77    |        |
| 7 avril   | Pierre Gauvreau                   | Peintre québécois, aussi auteur, scénariste, réalisateur et producteur.                                     | 88    |        |
| 8 avril   | François Chassagnite              | Musicien français (trompettiste et chanteur de jazz).                                                       | 55    |        |
| 8 avril   | Dominique Desanti                 | Écrivaine française, journaliste, historienne, biographe et romancière.                                     | 90    |        |
| 8 avril   | Hedda Sterne                      | Peintre américaine.                                                                                         | 100   | (en)   |
| 8 avril   | Craig Thomas                      | Dramaturge britannique, gallois.                                                                            | 68    | (en)   |
| 9 avril   | Michel Dureuil                    | Peintre français de la nouvelle école de Paris.                                                             | 81    |        |
| 9 avril   | Sidney Lumet                      | Réalisateur américain.                                                                                      | 86    |        |
| 10 avril  | Olivier O. Olivier                | Peintre français.                                                                                           | 79    |        |
| 10 avril  | Ernest Vaast                      | Footballeur français.                                                                                       | 88    |        |
| 11 avril  | Billy Bang                        | Violoniste américain de jazz.                                                                               | 63    | (en)   |
| 11 avril  | Lewis Binford                     | Archéologue américain.                                                                                      | 79    | (en)   |
| 11 avril  | La Esterella                      | Chanteuse flamande.                                                                                         | 91    |        |
| 11 avril  | Lacy Gibson                       | Musicien américain de blues.                                                                                | 74    | (en)   |
| 11 avril  | André Raynauld                    | Économiste québécois, professeur émérite (1993) de l'Université de Montréal.                                | 83    |        |
| 11 avril  | Angela Scoular                    | Actrice britannique.                                                                                        | 65    | (en)   |
| 12 avril  | Jean-Claude Darnal                | Chanteur, compositeur, interprète et écrivain français.                                                     | 81    |        |
| 12 avril  | Donald Mayberry (de)              | Bassiste de jazz américain                                                                                  | 60    | (en)   |
| 12 avril  | Désiré Tagro                      | Homme politique ivoirien.                                                                                   | 52    |        |
| 12 avril  | Miroslav Tichý                    | Photographe tchèque.                                                                                        | 84    | (en)   |
| 13 avril  | Leong Yoon Pin                    | Compositeur, chef d'orchestre et professeur de musique singapourien                                         | 79    | (en)   |
| 13 avril  | Buster Martin                     | Soi-disant « le plus vieil employé du Royaume-Uni ».                                                        | 104 ? | (en)   |
| 14 avril  | Walter Breuning                   | Supercentenaire américain, reconnu l'homme le plus âgé du monde (2009-2011).                                | 114   | (en)   |
| 14 avril  | Roger Drolet                      | Animateur de radio et conférencier québécois.                                                               | 76    |        |
| 14 avril  | Louis Dufaux                      | Évêque catholique émérite français de Grenoble (1989-2006).                                                 | 79    |        |
| 14 avril  | Jean Gratton                      | Évêque catholique émérite québécois de Mont-Laurier (1978-2001).                                            | 86    | (en)   |
| 14 avril  | William Nunn Lipscomb             | Chimiste américain (Nobel de chimie 1976).                                                                  | 91    | (en)   |
| 14 avril  | Ioan Sisestean (ro)               | Évêque catholique roumain (1994-2011).                                                                      | 74    | (en)   |
| 15 avril  | Vincenzo La Scola (en)            | Ténor italien.                                                                                              | 53    |        |
| 16 avril  | Allan Blakeney                    | Homme politique canadien, Premier ministre de la Saskatchewan (1971-1982).                                  | 85    | (en)   |
| 16 avril  | Chinesinho                        | Footballeur brésilien.                                                                                      | 76    | (pt)   |
| 17 avril  | Osamu Dezaki                      | Réalisateur japonais de séries et de cinéma d'animation.                                                    | 67    |        |
| 17 avril  | Níkos Papázoglou                  | Chanteur, musicien, compositeur et producteur grec.                                                         | 63    | (nl)   |
| 17 avril  | Michael Sarrazin                  | Acteur canadien (On achève bien les chevaux).                                                               | 70    |        |
| 18 avril  | Olubayo Adefemi                   | Footballeur nigérian.                                                                                       | 25    | (en)   |
| 18 avril  | Giovanni Saldarini                | Cardinal italien, archevêque émérite catholique de Turin.                                                   | 86    | (en)   |
| 19 avril  | Lynn Chandnois (en)               | Joueur de football américain ayant évolué avec les Steelers de Pittsburgh.                                  | 86    |        |
| 19 avril  | Serge Nubret                      | Acteur et culturiste français.                                                                              | 72    |        |
| 19 avril  | Elisabeth Sladen                  | Actrice britannique (Doctor Who, The Sarah Jane Adventures).                                                | 65    | (en)   |
| 19 avril  | Grete Waitz                       | Athlète norvégienne (marathonienne).                                                                        | 57    |        |
| 20 avril  | Tim Hetherington                  | Photojournaliste britannique et co-réalisateur (Restrepo).                                                  | 40    |        |
| 20 avril  | Chris Hondros                     | Photojournaliste américain.                                                                                 | 41    | (en)   |
| 20 avril  | Jérôme Lemay                      | Auteur-compositeur-interprète humoriste québécois (duo les Jérolas).                                        | 77    |        |
| 20 avril  | Ignacio Orbaiceta                 | Coureur cycliste espagnol                                                                                   | 88    |        |
| 21 avril  | Annalisa Ericson                  | Actrice suédoise de cinéma et de théâtre.                                                                   | 97    |        |
| 21 avril  | Harold Garfinkel                  | Sociologue américain, professeur émérite de l'UCLA.                                                         | 93    |        |
| 21 avril  | Max Mathews                       | Ingénieur et compositeur américain, pionnier de l'informatique musicale.                                    | 84    | (en)   |
| 22 avril  | Wiel Coerver                      | Footballeur néerlandais, puis entraîneur.                                                                   | 86    |        |
| 22 avril  | Daniel Darès                      | Comédien français, directeur du Théâtre Antoine.                                                            | 80    |        |
| 22 avril  | Ove Jensen                        | Footballeur international danois.                                                                           | 91    |        |
| 22 avril  | Merle Greene Robertson            | Historienne et conservatrice américaine de l'art maya.                                                      | 97    |        |
| 23 avril  | Peter Lieberson                   | Compositeur américain.                                                                                      | 64    | (en)   |
| 23 avril  | Terence Longdon                   | Acteur anglais.                                                                                             | 88    | (en)   |
| 23 avril  | Bata Mihailovitch                 | Peintre serbe, basé à Belgrade puis à Paris.                                                                | 88    | (sr)   |
| 23 avril  | Norio Ohga                        | Musicologue et chanteur baryton japonais, consultant (1953-1981) puis PDG de Sony (1982-1995), père du CD.  | 81    |        |
| 23 avril  | Max van der Stoel                 | Homme politique et diplomate néerlandais.                                                                   | 86    | (en)   |
| 24 avril  | Sathya Sai Baba                   | Guru indien, soi-disant avatar hindou.                                                                      | 84    | (en)   |
| 24 avril  | Amandine Doré                     | Peintre, illustratrice et écrivaine française.                                                              | 99    |        |
| 24 avril  | Madame Ngo Dinh Nhu               | Première dame du Sud-Vietnam (de 1955 à 1963).                                                              | 87    | (vi)   |
| 24 avril  | Marie-France Pisier               | Actrice française.                                                                                          | 66    |        |
| 25 avril  | Winrich Behr                      | Officier allemand.                                                                                          | 93    | (de)   |
| 25 avril  | Cesare Del Cancia                 | Coureur cycliste italien.                                                                                   | 95    |        |
| 25 avril  | Gonzalo Rojas                     | Poète chilien.                                                                                              | 93    | (es)   |
| 26 avril  | José María Izuzquiza Herranz (en) | Jésuite espagnol, évêque (1987-2001) et vicaire apostolique péruvien émérite de Jaén.                       | 85    | (en)   |
| 27 avril  | Orlando Bosch                     | Exilé cubain, militant anti-castriste.                                                                      | 83    | (en)   |
| 27 avril  | Ibrahim Coulibaly                 | Militaire ivoirien, ancien chef rebelle.                                                                    | 47    |        |
| 27 avril  | Paul Vincent Donovan (en)         | Évêque émérite américain de Kalamazoo (Michigan).                                                           | 86    | (en)   |
| 27 avril  | Bertile Fournier                  | Harpiste française.                                                                                         | 76    |        |
| 27 avril  | Alice Ward (en)                   | Américaine, gérante de son fils boxeur Micky Ward et personnage en vue du film The Fighter (2010).          | 79    | (en)   |
| 27 avril  | David Wilkerson                   | Pasteur et auteur évangéliste américain.                                                                    | 79    | (en)   |
| 28 avril  | William Campbell                  | Acteur américain.                                                                                           | 84    |        |
| 28 avril  | Erhard Loretan                    | Alpiniste et guide de haute montagne suisse.                                                                | 52    |        |
| 28 avril  | Willie O'Neill                    | Footballeur écossais.                                                                                       | 70    | (en)   |
| 29 avril  | Waldemar Baszanowski              | Haltérophilie polonais (or, JO de 1964 et de 1968).                                                         | 75    |        |
| 29 avril  | Salim Ghazal (en)                 | Évêque auxiliaire émérite du patriachat d'Antioche.                                                         | 79    | (en)   |
| 29 avril  | Vladimir Krainev                  | Pianiste russe virtuose, concertiste et professeur de piano, de réputation internationale.                  | 67    | (en)   |
| 29 avril  | Joanna Russ                       | Essayiste américaine et auteur de science-fiction.                                                          | 74    | (en)   |
| 30 avril  | Ronald Asmus                      | Diplomate américain et analyste politique.                                                                  | 53    | (en)   |
| 30 avril  | Saïf al-Arab Kadhafi              | Libyen, fils cadet de Mouammar Kadhafi.                                                                     | 29    |        |
| 30 avril  | Dorjee Khandu                     | Homme politique indien.                                                                                     | 56    | (en)   |
| 30 avril  | Apóstolos Sántas                  | Résistant grec (Athènes, nuit du 30 au 31 mai 1941).                                                        | 89    |        |
| 30 avril  | Ernesto Sábato                    | Physicien argentin, professeur, puis romancier, essayiste et critique littéraire.                           | 99    |        |
| 30 avril  | Eddie Turnbull                    | Footballeur et entraîneur écossais.                                                                         | 88    |        |